# Eastern Division (WHA)
Die Eastern Division war eine Divisions in der nordamerikanischen Eishockey-Profiliga WHA.
Anfangs gab es neben der Eastern Division nur die Western Division zur dritten Saison wurde die Anzahl der Teams erhöht und so kam die Canadian Division hinzu. Nach zwei Jahren reduzierte man für ein Jahr wieder auf zwei Divisions.
Der Name der Division leitete sich von den geographischen Lage der Teams, die in ihr spielten ab, d. h., dass in der Eastern Division die Teams spielten, die im Osten Nordamerikas beheimatet waren.

## Teams
| 1972/73              | 1973/74          | 1974/75             | 1975/76             | 1976/77                   |
| -------------------- | ---------------- | ------------------- | ------------------- | ------------------------- |
|                      | Chicago Cougars  |                     |                     |                           |
|                      |                  |                     | Cincinnati Stingers |                           |
| Cleveland Crusaders  |                  |                     |                     |                           |
|                      |                  | Indianapolis Racers |                     |                           |
|                      |                  |                     |                     | Minnesota Fighting Saints |
| New England Whalers  |                  |                     |                     |                           |
| New York Raiders*    |                  |                     |                     |                           |
| Ottawa Nationals     | Toronto Toros    |                     |                     | Birmingham Bulls          |
| Philadelphia Blazers |                  |                     |                     |                           |
| Québec Nordiques     | Québec Nordiques |                     |                     | Québec Nordiques          |

## Meister
- 1973 – New England Whalers
- 1974 – New England Whalers
- 1975 – New England Whalers
- 1976 – Indianapolis Racers
- 1977 – Quebec Nordiques